# Bürgerinitiative Ausländerstopp
Unter der Bezeichnung Bürgerinitiative Ausländerstopp (BIA) wurden seit den 1980er Jahren in mehreren deutschen Ländern rechtsextreme Gruppierungen aus dem Umfeld der Partei Die Heimat (ehemals NPD) tätig, zunächst in Nordrhein-Westfalen. In den 1990er Jahren und nach 2000 treten solche Organisationen in einigen Fällen erfolgreich bei Kommunalwahlen in Bayern an. Darüber hinaus bilden sich immer wieder in verschiedenen Bundesländern Gruppierungen mit ähnlichem Namen und vergleichbaren Zielen, z. B. die „Bürgerinitiative Soziales Fürth“ (BiSF).

## Nordrhein-Westfalen

### Wattenscheid
Die erste „Bürgerinitiative Ausländerstopp“ wurde 1980 von ehemaligen NPD-Funktionären in Bochum-Wattenscheid gegründet. Sie gab jeden zweiten Montag die Publikation „Deutsche Zukunft“ heraus. Mitinitiator war das Die-Heimat-Mitglied Hagen Prehl, der bereits Ende der 1970er Jahre in München mit ausländerfeindlichen Flugblättern der „Aktion Ausländerstopp“ hervorgetreten war.
Anfang der 1980er Jahre stellte die Organisation einen Antrag auf ein Volksbegehren zur Einrichtung von nach deutschen und ausländischen Kindern getrennten Schulklassen in Nordrhein-Westfalen. Am 23. März 1982 lehnte die Landesregierung den Antrag als unzulässig ab, weil solch ein Gesetzesvorhaben in die Zuständigkeit des Bundes falle. Ebenso wurde ein weiterer Antrag auf ein Volksbegehren zur „Rückkehrförderung ausländischer Arbeitnehmer und deren Familien“ abgelehnt.
Das Auftreten der Organisation führte zu zahlreichen Protesten antifaschistischer Gruppen und Organisationen. Als Höhepunkt wurde unter dem Motto „Keine Freiheit für die Volksverhetzer“ vom 19. September 1982 bis zum 24. September 1982 das Zentrum der „Bürgerinitiative Ausländerstopp“ in Wattenscheid eine Woche lang belagert. Kulturelle Veranstaltungen wie Musik-, Diskussions- und Informationsveranstaltungen begleiteten die Aktion.

### Recklinghausen
Eine weitere derartige Gruppierung entstand zur gleichen Zeit in Recklinghausen im gleichnamigen Landkreis, wo sie von dem NPD-Kreisvorsitzenden Joachim Gläßel geleitet wurde.

## Bayern

### Landkreis Neumarkt in der Oberpfalz
Bei den bayerischen Kommunalwahlen 1996 erhielt eine „Bürgerinitiative Ausländerstopp“ im Landkreis Neumarkt in der Oberpfalz zwei Prozent und ein Mandat.

### Nürnberg
Im Juli 2001 wurde in Nürnberg mit personeller und materieller Unterstützung der NPD eine weitere derartige Gruppierung gegründet. Ihr Ziel war es, zur „[Nürnberger] Stadtratswahl anzutreten und mit einer möglichst starken Fraktion ins Nürnberger Rathaus einzuziehen“. Als Spitzenkandidat war zunächst Günter Deckert vorgesehen, der jedoch wegen seiner Entlassung aus dem Staatsdienst 1988 nach dem bayerischen Kommunalwahlrecht nicht mehr die Voraussetzungen für die Zulassung zu einer solchen Kandidatur erfüllte und es darüber hinaus versäumt hatte, eine eigene Unterschriftenliste auszulegen. Bis 2002 war Gerhard Ittner bei dieser „Bürgerinitiative Ausländerstopp“ aktiv.
Seine Position übernahm Ralf Ollert, der bei den Kommunalwahlen am 3. März 2002 mit 2,3 Prozent der Stimmen in den Nürnberger Stadtrat einzog. Auch weitere Plätze der Liste wurden mit Mitgliedern und Funktionären der NPD besetzt, so trat z. B. die langjährige NPD-Kreisvorsitzende Gudrun Dörfel auf Platz 24 an. Andere Kandidaten kamen aus dem Spektrum der neonazistischen Freien Kameradschaften.
Kurz nach der Wahl leitete die Staatsanwaltschaft ein Ermittlungsverfahren gegen Ralf Ollert wegen Volksverhetzung ein. Ausgangspunkt waren Veröffentlichungen auf der Website der Organisation, in denen von einem „judäo-globalistischen Völkermordprogramm der ‚multikulturellen Gesellschaft‘“ die Rede war sowie davon, dass das „Deutsche Volk […] in seinem biologisch-ethnischen Bestand und seiner kulturellen Identität auf das schwerste bedroht“ sei.
Nach der Kommunalwahl am 2. März 2008 hatte die BIA zwei Sitze (Ralf Ollert, Sebastian Schmaus) im Nürnberger Stadtrat und verteidigte diese 2014. 2020 trat die Gruppierung erneut an. Aufgrund ihres Ergebnisses von nur gut 0,5 % schied sie aus dem Stadtrat aus.

### München
Zur Stadtratswahl am 2. März 2008 trat auch eine Gruppierung dieses Namens an und erreichte einen Stimmanteil von 1,4 Prozent. Der Spitzenvertreter Karl Richter erhielt somit einen Sitz im Münchner Stadtrat. Am 21. August 2008 wurde Richter wegen eines Hitlergrußes bei seiner Vereidigung als Stadtrat zu einer Geldstrafe von 5600 Euro verurteilt, die Strafe wurde am 1. September 2009 unter Berücksichtigung der finanziellen Verhältnisse des Angeklagten auf 2800 Euro verringert.
Zwar wurde Karl Richter auch bei der Kommunalwahl 2014 wieder in den Münchner Stadtrat gewählt, sein Wahlergebnis hatte sich dabei mit nur 0,7 % der Stimmen gegenüber 2008 jedoch halbiert. 2020 erreichte die Gruppierung nur noch 0,2 % der Stimmen und schied aus dem Stadtrat aus.

### Augsburg
In Augsburg ist eine Organisation dieses Namens seit 2013 unter Roland Wuttke aktiv. Zur Stadtratswahl 2014 wurde sie mangels Unterstützerunterschriften nicht zugelassen.